# Oberfeldbrecht
Oberfeldbrecht ist ein Gemeindeteil des Marktes Neuhof an der Zenn im Landkreis Neustadt an der Aisch-Bad Windsheim (Mittelfranken, Bayern). Die Gemarkung Oberfeldbrecht hat eine Fläche von 9,153 km². Sie ist in 975 Flurstücke aufgeteilt, die eine durchschnittliche Fläche von 9387,58 m² haben. In ihr liegen neben dem namensgebenden Ort die Gemeindeteile Rothenhof und Unterfeldbrecht.

## Geografie
Im Kirchdorf entspringt der Hutwiesengraben, ein linker Zufluss des Leitenbachs, der seinerseits ein rechter Zufluss der Zenn ist. 0,75 km nördlich des Ortes liegt das Neuhofer Holz, 0,75 km südlich das Löffelholz. 0,5 km nordwestlich liegt die Heiligenleiten, 0,5 km südöstlich der Lerchengraben.
Die Staatsstraße 2245 führt nach Neuhof (2,5 km nordöstlich) bzw. nach Andorf (2,1 km südlich). Gemeindeverbindungsstraßen führen nach Stöckach (2 km nordwestlich) und nach Unterfeldbrecht (1,1 km östlich).

## Geschichte
Der Ort wurde 1132 in der Stiftungsurkunde des Heilsbronner Klosters als „Velsendorf“ erstmals erwähnt. In der Folgezeit änderte sich der Ortsname in „Velsenberc“ (1147), „Velkebrech“ (1218) und schließlich „Veldebrecht“ (1260). Insgesamt erwarb das Kloster dort acht Anwesen, von denen sieben während des Dreißigjährigen Krieges verödeten.
Gegen Ende des 18. Jahrhunderts gab es in Oberfeldbrecht elf Anwesen (6 Höfe, 1 Gut, 2 Häuser, 1 Schmiede, 1 Gemeindehirtenhaus). Das Hochgericht übte das brandenburg-bayreuthische Stadtvogteiamt Markt Erlbach aus. Die Dorf- und Gemeindeherrschaft sowie die Grundherrschaft über alle Anwesen hatte das Kastenamt Neuhof.
Von 1797 bis 1810 unterstand der Ort dem Justizamt Markt Erlbach und Kammeramt Neuhof. Im Jahre 1810 kam Oberfeldbrecht an das Königreich Bayern. Im Rahmen des Gemeindeedikts wurde es dem 1811 gebildeten Steuerdistrikt Neuhof zugeordnet. Im Jahre 1813 entstand die Ruralgemeinde Oberfeldbrecht, zu der Rothenhof und Unterfeldbrecht gehörten. Mit dem Zweiten Gemeindeedikt (1818) löste sich Unterfeldbrecht und bildete eine eigene Ruralgemeinde. Die Gemeinde Oberfeldbrecht war in Verwaltung und Gerichtsbarkeit dem Landgericht Markt Erlbach zugeordnet und in der Finanzverwaltung dem Rentamt Ipsheim. Bereits am 9. November 1824 wurde Unterfeldbrecht wieder nach Oberfeldbrecht eingemeindet. Ab 1862 gehörte Oberfeldbrecht zum Bezirksamt Neustadt an der Aisch (1939 in Landkreis Neustadt an der Aisch umbenannt) und ab 1856 zum Rentamt Markt Erlbach (1919–1929: Finanzamt Markt Erlbach, 1929–1972: Finanzamt Fürth, seit 1972: Finanzamt Uffenheim). Die Gerichtsbarkeit blieb beim Landgericht Markt Erlbach (1879 in Amtsgericht Markt Erlbach umbenannt), von 1959 bis 1972 war das Amtsgericht Fürth zuständig, seitdem ist es das Amtsgericht Neustadt an der Aisch. Die Gemeinde hatte 1964 eine Gebietsfläche von 9,313 km².
Am 1. Januar 1972 wurde Oberfeldbrecht im Zuge der Gebietsreform in Bayern nach Neuhof an der Zenn eingemeindet.

### Baudenkmal
- evangelisch-lutherische Filialkirche St. Maria und Georg[17]

### Einwohnerentwicklung
Gemeinde Oberfeldbrecht
| Jahr      | 1818   | 1840   | 1852   | 1855   | 1861   | 1867   | 1871   | 1875   | 1880   | 1885   | 1890   | 1895   | 1900   | 1905   | 1910   | 1919   | 1925   | 1933   | 1939   | 1946   | 1950   | 1952   | 1961   | 1970   |
| Einwohner | 116    | 305    | 302    | 309    | 302    | 282    | 273    | 267    | 279    | 269    | 261    | 264    | 240    | 254    | 272    | 270    | 261    | 244    | 232    | 381    | 334    | 288    | 252    | 249    |
| Häuser    | 19     | 42     |        |        |        |        | 46     |        |        | 47     | 46     |        | 44     |        |        |        | 46     |        |        |        | 45     |        | 47     |        |
| Quelle    | [ 19 ] | [ 20 ] | [ 21 ] | [ 21 ] | [ 22 ] | [ 23 ] | [ 24 ] | [ 25 ] | [ 26 ] | [ 27 ] | [ 28 ] | [ 21 ] | [ 29 ] | [ 21 ] | [ 30 ] | [ 21 ] | [ 31 ] | [ 21 ] | [ 21 ] | [ 21 ] | [ 32 ] | [ 21 ] | [ 14 ] | [ 33 ] |

Ort Oberfeldbrecht
| Jahr      | 001818 | 001840 | 001861 | 001871 | 001885 | 001900 | 001925 | 001950 | 001961 | 001970 | 001987 | 002017 |
| Einwohner | 105    | 133    | 142    | 126    | 124    | 119    | 124    | 150    | 116    | 129    | 108    | 121    |
| Häuser    | 17     | 16     |        |        | 19     | 19     | 20     | 20     | 20     | 26     |        |        |
| Quelle    | [ 19 ] | [ 20 ] | [ 22 ] | [ 24 ] | [ 27 ] | [ 29 ] | [ 31 ] | [ 32 ] | [ 14 ] | [ 33 ] | [ 34 ] | [ 1 ]  |

## Religion
Der Ort ist seit der Reformation evangelisch-lutherisch geprägt und bis heute  nach St. Thomas (Neuhof an der Zenn) gepfarrt. Die Katholiken gehören zur Kirchengemeinde Maria Namen (Markt Erlbach), die ursprünglich eine Filiale von St. Michael (Wilhermsdorf) war und seit 2019 eine Filiale von St. Johannis Enthauptung (Neustadt an der Aisch) ist.